# Nemzeti Bajnokság V 1944–1945
Nemzeti Bajnokság V 1944–1945 sau liga a 5-a maghiară sezonul 1944–1945 a fost al 27-lea sezon desfășurat în această competiție.

## Istoric și format
Din cauza situației de război, liga a 5-a a fost formată din doar din 1 serie:
- Budapesta, clasa III[2]

## Vezi și
- Prima ligă maghiară 1944–1945
- Liga a 2-a maghiară 1944–1945
- Liga a 3-a maghiară 1944–1945
- Liga a 4-a maghiară 1944–1945
- Prima ligă maghiară
- Liga a 2-a maghiară
- Liga a 3-a maghiară
- Liga a 4-a maghiară
- Cupa Ungariei
- Supercupa Ungariei
- Cupa Ligii Ungariei